# ソウルジャ・ボーイ
ソウルジャ・ボーイ（Soulja Boy、本名:ディアンドレ・ラモーン・ウェイ、1990年7月28日 - ）は、アメリカ合衆国イリノイ州のラッパー、ソングライター、音楽プロデューサー。
2007年にシングル「Crank That」がBillboard Hot 100にて合計7週間の1位を獲得した。このシングルはユーチューブやマイスペースなどのインターネットを経由した自身のセルフ・プロデュースから1位を獲得した。

## 人物
「Crank That」は、オリジナルな振り付けのダンスで話題を呼び、YouTubeでのPV視聴はすでに4億1000万再生を超えており、ダンスのインストラクション映像の視聴も、すでに4100万回を超えている。

## ディスコグラフィー

### アルバム
- Souljaboytellem.com (2007年)
- iSouljaBoyTellem (2008年)
- The DeAndre Way (2010年)
- Loyalty (2015年)